# Rasmus Falk
Rasmus Falk Jensen (Middelfart, 15 januari 1992) is een Deens voetballer die doorgaans speelt als middenvelder. In juli 2025 verruilde hij FC Kopenhagen voor Odense BK. Falk maakte in 2013 zijn debuut in het Deens voetbalelftal.

## Clubcarrière
Falk begon met voetballen bij Middelfart Gymnastik & Boldklub en werd in 2005 samen met Christian Eriksen opgenomen in de jeugdopleiding van Odense BK. Zijn competitiedebuut voor de club maakte de vleugelaanvaller op 16 mei 2010, toen er met 0–3 werd gewonnen op bezoek bij Aarhus GF. Falk kwam drie minuten voor het einde van het duel binnen de lijnen als vervanger van Peter Utaka. Op 14 maart 2011 maakte hij zijn eerste doelpunt, tijdens een 2–0 overwinning op Lyngby BK. Medio 2016 stapte hij transfervrij over naar FC Kopenhagen, waar hij zijn handtekening zette onder een verbintenis voor de duur van vier seizoenen. In december 2018 werd dit contract opengebroken en verlengd tot medio 2022. Twee jaar later kwamen er nog drie seizoenen extra bovenop het contract. In mei 2024 zag Falk zijn verbintenis opengebroken en met twee jaar verlengd worden. Negen jaar nadat hij Odense BK verruilde voor FC Kopenhagen keerde de middenvelder terug naar Odense, waar hij voor drie jaar tekende.

## Interlandcarrière
Falk debuteerde op 6 september 2013 in het Deens voetbalelftal. Op die dag werd met 2–1 gewonnen in en van Malta. De aanvaller mocht van bondscoach Morten Olsen in de basis beginnen en hij werd in de rust gewisseld voor Michael Krohn-Dehli.
| Interlands van Rasmus Falk voor Denemarken | Interlands van Rasmus Falk voor Denemarken | Interlands van Rasmus Falk voor Denemarken | Interlands van Rasmus Falk voor Denemarken | Interlands van Rasmus Falk voor Denemarken | Interlands van Rasmus Falk voor Denemarken | Interlands van Rasmus Falk voor Denemarken |
| №                                          | Datum                                      | Wedstrijd                                  | Uitslag                                    | Competitie                                 | Goals                                      |                                            |
| Als speler bij Odense BK                   | Als speler bij Odense BK                   | Als speler bij Odense BK                   | Als speler bij Odense BK                   | Als speler bij Odense BK                   | Als speler bij Odense BK                   | Als speler bij Odense BK                   |
| ------------------------------------------ | ------------------------------------------ | ------------------------------------------ | ------------------------------------------ | ------------------------------------------ | ------------------------------------------ | ------------------------------------------ |
| 1                                          | 6 september 2013                           | Malta – Denemarken                         | 1 – 2                                      | WK 2014 kwalificatie                       |                                            |                                            |
| Als speler bij FC Kopenhagen               |                                            |                                            |                                            |                                            |                                            |                                            |
| 2                                          | 8 september 2020                           | Denemarken – Engeland                      | 0 – 0                                      | Nations League 2020/21                     |                                            |                                            |

Bijgewerkt op 2 juli 2025.

## Erelijst
| Superligaen | 5 | 2016/17, 2018/19, 2021/22, 2022/23, 2024/25 |
| DBU Pokalen | 3 | 2016/17, 2022/23, 2024/25                   |